# Borlez
Pour l’article ayant un titre homophone, voir Borlée.
Borlez (en wallon Borlé) est une section de la commune belge de Faimes, située en Région wallonne dans la province de Liège.
C'était une commune à part entière avant la fusion des communes du 17 juillet 1970, qui la rattacha avec Les Waleffes et Celles à la commune de Faimes.

## Toponymie
Borlez porta différents noms : Bosleirs (1034 et 1044), Buslers (ca. 1104), Bosleis (ca. 1104) et Borleis (1196).

## Démographie
- Sources:INS, Rem:1831 jusqu'en 1970=recensements, 1976= nombre d'habitants au 31 décembre

## Patrimoine et culture

### Patrimoine architectural et sites

#### Cimetière
Le cimetière de Borlez est situé rue d'Aineffe. François Daenen y est inhumé.